# Broadband Forum
Das Broadband Forum (bis 2008 DSL Forum) ist ein weltweites Konsortium von ca. 200 Unternehmen aus den unterschiedlichsten Bereichen der Telekommunikations- und IT-Branche. Es wurde 1994 gegründet und dient als Plattform, um den im Breitbandmarkt tätigen Unternehmen eine Möglichkeit zu geben, gemeinsame Standards zu erarbeiten. Aus dieser Zusammenarbeit entstanden verschiedene Standardisierungen für ADSL, SHDSL, VDSL, ADSL2+ und VDSL2.
Sitz des Sekretariats ist Fremont in Kalifornien. Einer der Vorgängerorganisationen war das ATM Forum.

## Bekannte Standards
Bekannte Standards die vom Broadband Forum erarbeitet wurden:
- TR-069, ein Fernwartungsprotokoll für DSL-Router